# Weteringpoort

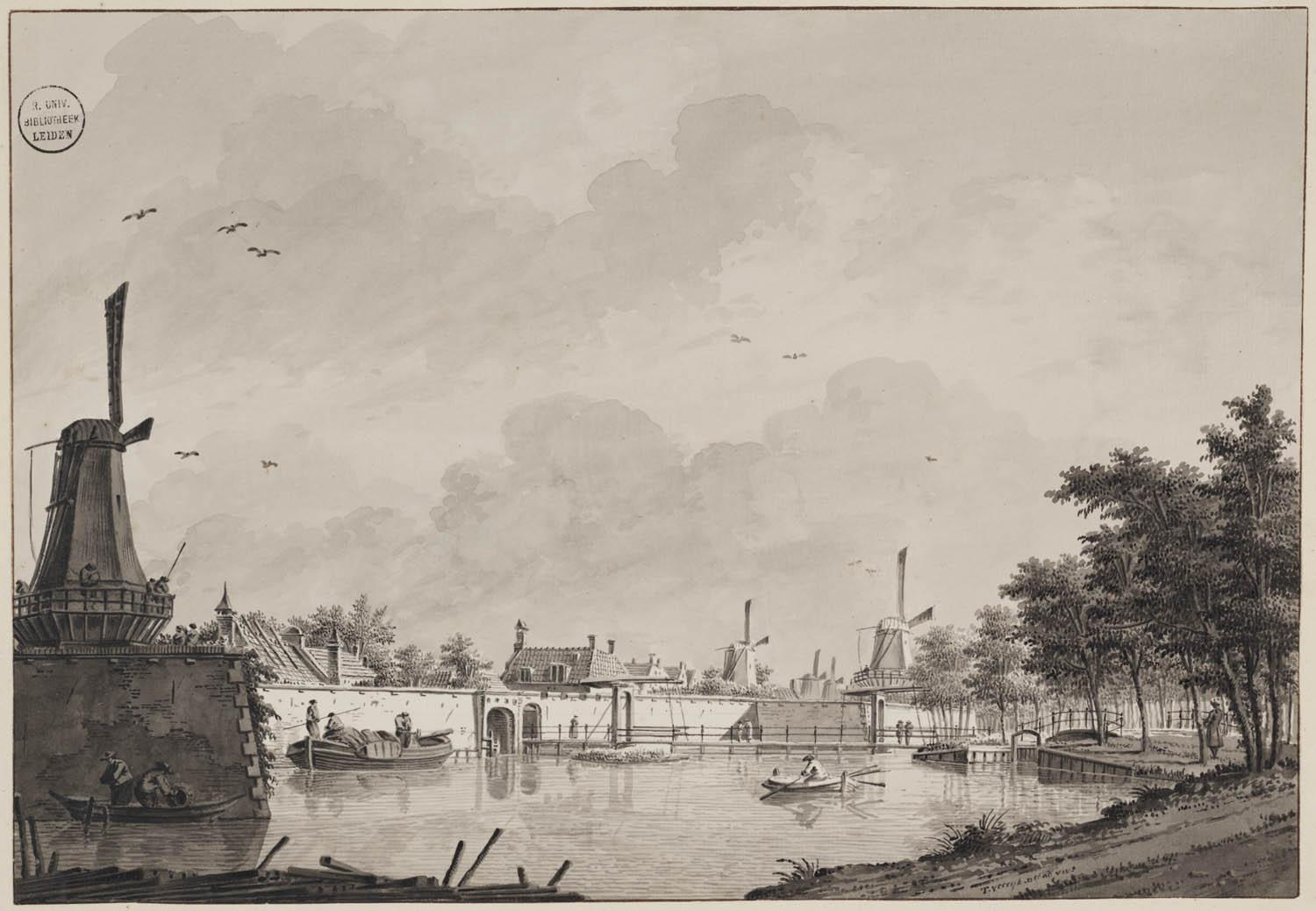
Vue de la Weteringpoort vers 1770.

La Weteringpoort était l'une des huit portes d'accès à la ville d'Amsterdam au XVIIe siècle. Elle fut aménagée à la suite des troisième et quatrième plans d'expansion de la ville au XVIIe siècle, et constituait avec la Raampoort et la Zaagmolenpoort l'une des trois portes secondaires du système de fortifications d'Amsterdam de l'époque. En plus d'un passage sur un pont de bois, la porte comprenait un passage navigable qui reliant le Lijnbaansgracht au Singelgracht et au Boerenwetering.
Elle fut détruite en 1840-1841 et fut remplacée par une barrière comprenant une maison de douanes. Cette dernière existe toujours. En 1875, un peu plus à l'est, au niveau du Weteringplantsoen, un pont fut érigé en direction de De Pijp. Il remplaça la Weteringpoort dans sa fonction.